# Knau (Altenburg)
Knau is een dorp in de Duitse gemeente Altenburg in  Thüringen. De gemeente maakt deel uit van het Landkreis Altenburger Land. Het dorp wordt voor het eerst vermeld in een oorkonde uit 1150. In 1950 gaat de gemeente Knau op in Zetzscha, dat zelf in 1994 opging in de stad Altenburg. 